# Massaker von Nirim und Nir Oz

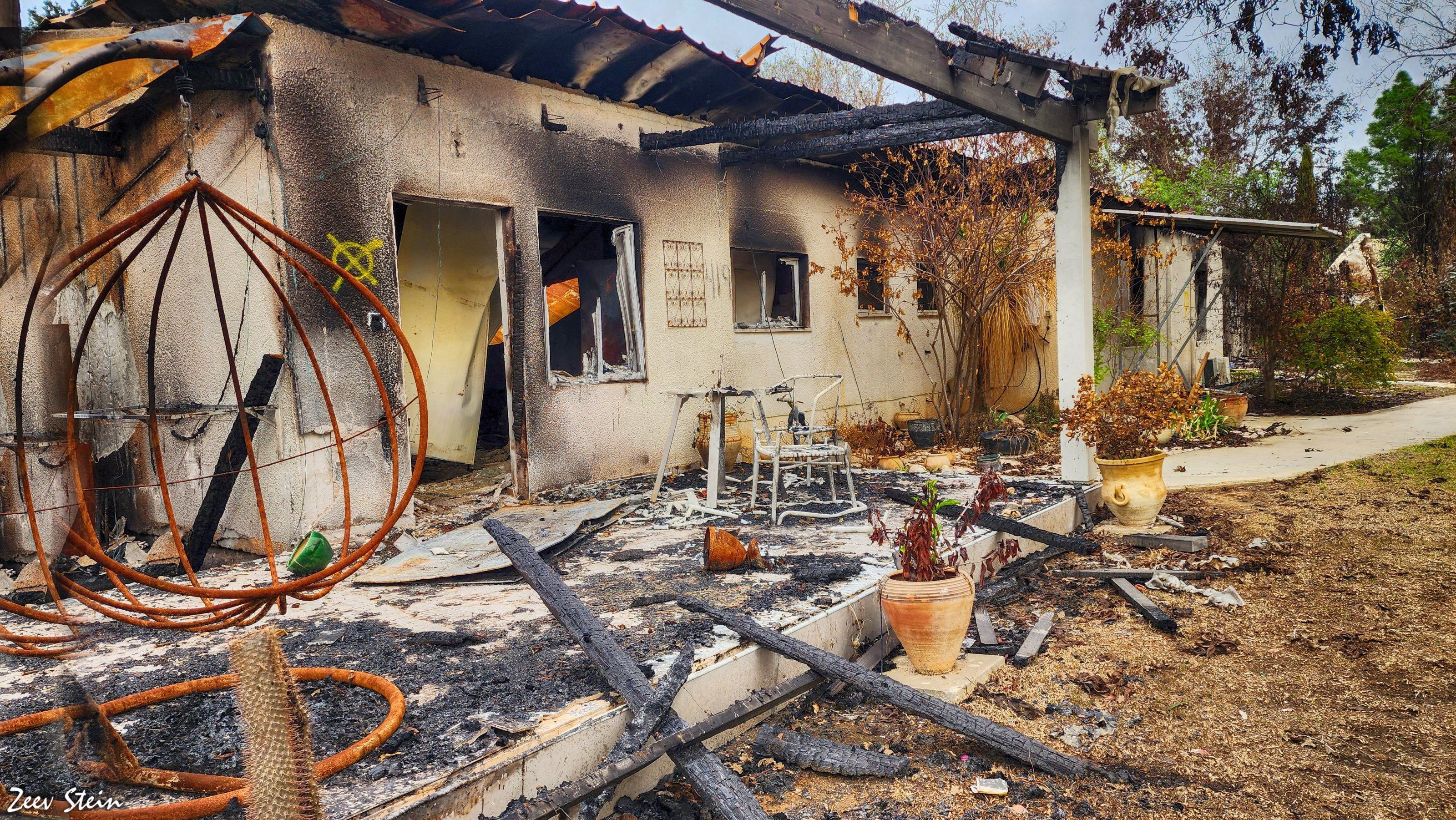
Zerstörtes und ausgebranntes Wohngebäude in Nir Oz

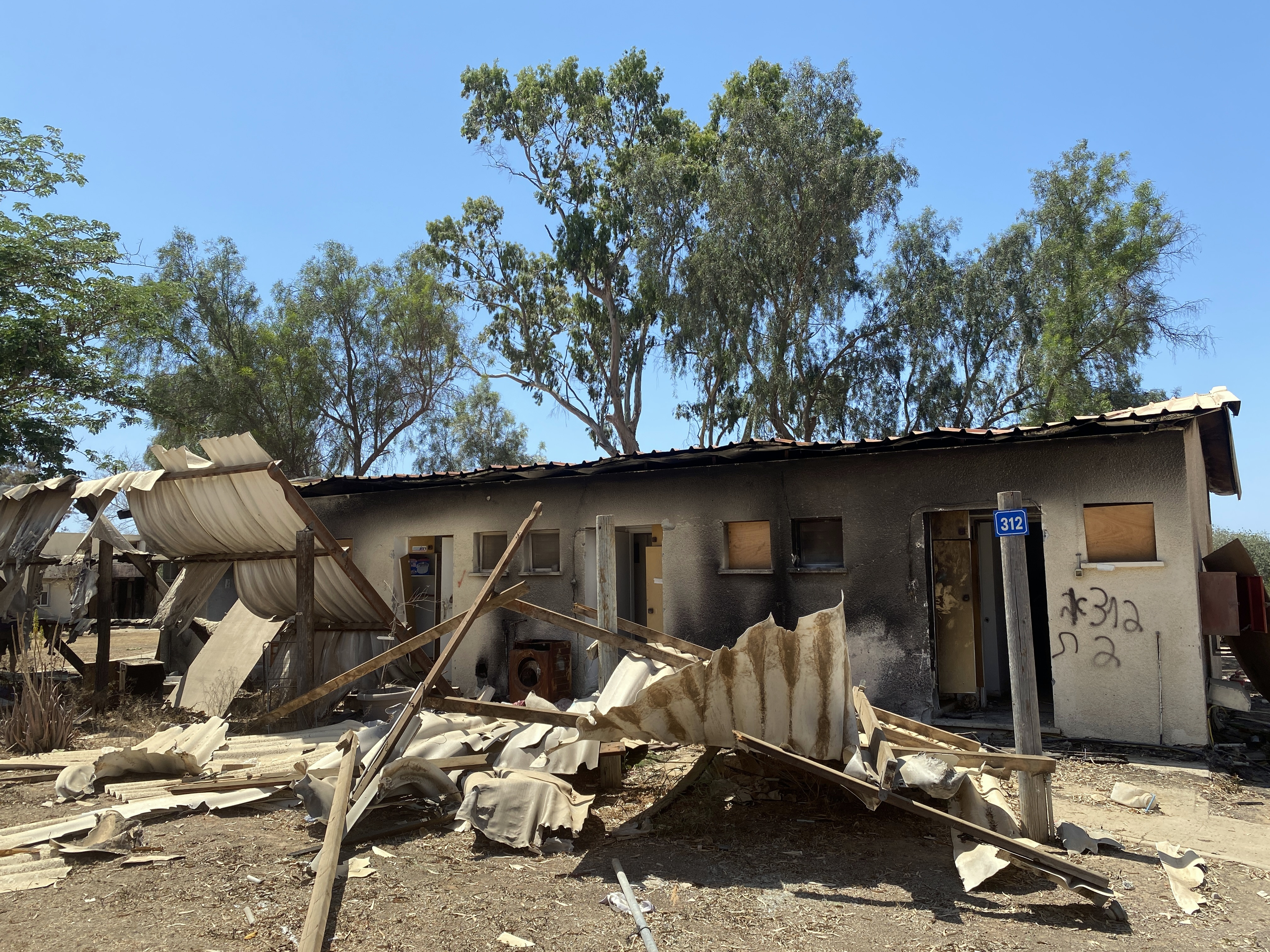
Zerstörtes Gebäude in Nirim

Das Massaker von Nirim und Nir Oz ereignete sich während des Terrorangriffs der Hamas auf Israel am 7. Oktober 2023 in den grenznahen Kibbuzen Nirim und Nir Oz in Israels Südbezirk. Terroristen der Hamas waren nach Durchbrechen der Sperranlagen um den Gazastreifen in die Siedlungen und ein nahe befindliches Open-Air-Festival eingedrungen und entführten mindestens 85 Menschen der beiden Siedlungen in den Gazastreifen, was rund einem Drittel aller während des Terrorangriffs aus Israel verschleppten Geiseln entspricht. 88 Menschen wurden während des Angriffs ermordet, im Kampf getötet oder starben später während der Gefangenschaft, während fast 60 weitere im Zuge zweier Waffenstillstände freigelassen wurden (Stand: Februar 2025).

## Lage und Beschreibung
Der Kibbuz Nirim wurde 1946 gegründet und im Laufe des Palästinakrieges 1948 größtenteils zerstört, weshalb er nach Kriegsende etwa 20 Kilometer nördlich der ehemaligen Lage neu errichtet worden war. Die Einwohnerzahl stieg in den folgenden Jahren durch Geburten und Zuzug aus anderen Landesteilen Israels sowie durch Einwanderung aus Australien und Südamerika bis auf rund 400 Einwohner zum Zeitpunkt des Angriffs. Nirim ist vor allem landwirtschaftlich geprägt, hatte sich zu einer der größten ökologischen Landwirtschaften Israels entwickelt und ist auch Miteigentümer eines der größten und führenden israelischen Unternehmen (Nirlat) aus der Farbindustrie, das einen seiner beiden Hauptproduktionsstandorte im rund zwei Kilometer südlich gelegenen Kibbuz Nir Oz unterhält. Das 1955 gegründete Nir Oz, das zum Zeitpunkt des Angriffs 427 Einwohner zählte, lebte ebenfalls vorwiegend von der Landwirtschaft und war überregional für seinen Botanischen Garten mit mehr als 900 verschiedenen Baum-, Pflanzen- und Blumenarten bekannt. Beide Kibbuzim liegen nur rund zwei Kilometer von den Sperranlagen zum östlichen Gazastreifen entfernt.

## Terrorangriff der Hamas
Der Angriff der Hamas auf Israel begann am 7. Oktober um 6:29 Uhr, wobei die Bewohner der Kibbuzim Nirim und Nir Oz rund fünf Minuten später von der Regionalverwaltung Eschkol über Kämpfe in grenznahen Bereichen in Kenntnis gesetzt und zum Aufsuchen sicherer Bereiche und Schutzräume aufgefordert wurden. Ein Großteil der Bewohner, darunter ganze Familien, hatten sich daraufhin in die nicht versperrbaren Schutzräume ihrer Häuser (Merchavim Mugganim) zurückgezogen, welche zum Schutz vor Raketeneinschlägen oder herabfallender Raketentrümmer errichtet wurden. Die Terroristen durchbrachen im Bereich von Nir Oz und Nirim an sechs Stellen die Grenzanlagen und drangen nahezu ohne Widerstand zu den Siedlungen vor. Der südlich von Nir Oz befindliche IDF-Posten Mopdarom wurde überrannt und dabei fünf Soldaten getötet, während ein einzelner Merkava-Kampfpanzer, der sich südlich von Nir Oz postiert hatte, von den Terroristen mittels Panzerabwehrhandwaffen und Sprengladungen außer Gefecht gesetzt wurde. Die vier Besatzungsmitglieder wurden in den Gazastreifen entführt, wobei drei von ihnen noch am 7. Oktober verstarben. Bei Nirim konnte das Eindringen der Terroristen für rund zwei Stunden verzögert werden, wobei in den Kämpfen sechs Soldaten getötet wurden, darunter der Kommandeur der Südbrigade der Gaza-Division, Oberst Asaf Hamami, dessen Leiche in den Gazastreifen verschleppt wurde.
Um 6:49 Uhr drangen die Angreifer in Nir Oz ein. Der erste dokumentierte Mord ereignete sich bereits rund acht Minuten später, als Terroristen die 74-jährige Bracha Levinson in ihrem Haus töteten und den Vorgang auf dem Facebook-Profil ihres Opfers hochluden. Laut IDF-Untersuchungsbericht trafen im Zuge des Angriffs zwischen 300 und 530 palästinensische Terroristen zu Fuß, mit Motorrädern und Kleinlastern bei Nir Oz ein, darunter 100 bis 130 Mitglieder der Nuchba-Eliteeinheit der Hamas, sowie weitere Mitglieder der Hamas, des Palästinensischen Islamischen Dschihad und der Mudschaheddin-Brigaden. Organisierter Widerstand der IDF war nahezu nicht vorhanden und das zivile Sicherheitsteam von Nir Oz bestand nur aus sieben Mann, welche schnell ausgeschaltet wurden. Die Terroristen gingen in den folgenden Stunden von Haus zu Haus, ermordeten oder entführten die Bewohner, wobei sie gezielt Häuser plünderten und in Brand setzten, sowie die Wasser- und Stromversorgung sabotierten. Die Menschen in Nir Oz blieben über die WhatsApp-Gruppe des Kibbuz in Kontakt und verschickten während der Dauer des Angriffs rund 600 Textnachrichten, um sich gegenseitig zu warnen oder Hilfe anzufordern. Ein Teil des Angriffs konnte von einer Überwachungskamera aufgezeichnet werden, welche als einzige von den Terroristen nicht zerstört worden war. Die Terroristen attackierten auch das zwischen Nirim und Nir Oz stattfindende Open-Air-Festival Psyduck. Sechs der Festivalbesucher, welche nach Nir Oz geflohen waren, wurden dort ermordet. Die ersten Entführungen begannen gegen 8:30 Uhr. Unter den getöteten Menschen befanden sich sechs Mitglieder der Familie Tov und Avraham Katzir, einer der Gründer des Kibbuz Nir Oz, sowie die Berliner Studentin Carolin Bohl und deren Partner Danny Darlington, ein in Deutschland lebender britischer Staatsbürger. In Nirim wurden fünf Menschen ermordet, unter ihnen ein Vater zusammen mit seiner 17-jährigen Tochter, während sich die Mutter in einem Schrank versteckt hatte und unentdeckt geblieben war.
Die Kommando- und Kontrollstruktur der IDF war zwischenzeitlich zusammengebrochen. Aufgrund eines fehlenden Lagebildes und zahlreicher Meldungen von Kämpfen aus nahezu allen grenznahen Siedlungen und Städten, erhielten nur wenige Truppen die ausdrückliche Anweisung, nach Nir Oz aufzubrechen. Diejenigen, die dorthin geschickt wurden, gerieten in anderen Ortschaften, entlang der Zufahrtsstraßen und an Kreuzungen in Kämpfe und Hinterhalte, zudem wurden einige während des Anmarsches an andere Kampfschauplätze beordert. Ein erster israelischer Kampfhubschrauber traf erst um 9:22 Uhr bei Nir Oz ein, geriet jedoch unter Beschuss und musste auf dem Militärflugplatz Chazerim notlanden. Im Laufe des Vormittags trafen nur ein weiterer Kampfhubschrauber und ein Kampfpanzer bei Nir Oz ein, welche Terroristen außerhalb der Siedlung angriffen. Ab 10:30 Uhr zogen sich die Terroristen mit den Geiseln von Nir Oz vollständig in den Gazastreifen zurück, wobei der letzte Terrorist gegen 12:30 Uhr in Nir Oz registriert wurde. Die ersten israelischen Sicherheitskräfte, Mitglieder der Einheit JAMAS der Grenzpolizei, drangen erst um 13:10 Uhr in Nir Oz ein. Später folgten Mitglieder der Kommandoeinheiten Egoz und Schajetet 13. Die Truppen begannen mit der Durchsuchung der Siedlung und evakuierten die verbliebenen Bewohner. Von den hunderten Terroristen, die in Nir Oz einmarschierten, konnte das Untersuchungsteam nur die Leiche eines einzigen im Kibbuz finden. Außerhalb des Kibbuz, an einer Straße nach Gaza, wurden die Leichen von 64 Terroristen gefunden, welche vorwiegend von der Luftwaffe und einem Panzer getötet wurden.
Laut IDF-Untersuchungsbericht wurden 47 Menschen in Nir Oz getötet, darunter 41 Einwohner und sechs Partygäste des Musikfestivals Psyduck. Unter den getöteten Bewohnern befanden sich zwölf thailändische Landarbeiter. Weitere 76 Menschen aus Nir Oz wurden von den Terroristen verschleppt, von denen 22 noch in Nir Oz, auf dem Weg nach Gaza oder im Gazastreifen selbst getötet wurden. 13 weitere wurden während des Krieges in Gaza getötet. 36 der lebenden Geiseln und 13 Leichen weiterer Geiseln wurden bislang an Israel übergeben. Die IDF gehen davon aus, dass noch fünf lebende Geiseln und die Leichen von neun Gefangenen im Gazastreifen festgehalten werden.
In Nirim wurden fünf Menschen getötet und sechs weitere als Geiseln verschleppt, von denen bislang zwei für tot erklärt und drei freigelassen wurden.

## Nach der Rückeroberung
Am 15. Oktober gaben die IDF bekannt, den für die Angriffe auf Nirim und Nir Oz verantwortlichen Hamas-Kommandeur Billal al-Qedra, bei einem Luftangriff im Gazastreifen getötet zu haben. Am 19. Oktober wurde Journalisten der Zutritt nach Nir Oz ermöglicht.
Im November wurde bekanntgegeben, dass Archäologen der israelischen Altertümerbehörde die Bemühungen der IDF unterstützen, menschliche Überreste aus verbrannten Häusern und Fahrzeugen zu identifizieren, darunter in Nir Oz.
Am 27. Dezember gab der IDF-Kommandeur der Gaza-Division, Avi Rosenfeld, bekannt, dass die Bodenoperation gegen die Hamas in Chuzaʿa im südlichen Gazastreifen, am Stadtrand von Chan Yunis, nach dem Kibbuz Nir Oz benannt werde und dass sich die Operation gegen die Hamas-Terroristen richte, die am 7. Oktober die Grenzgemeinde Nir Oz angriffen. Am 29. Dezember verkündeten die IDF heftige Gefechte aus Chuza’a und die Zerstörung erster Häuser von Terroristen, die an dem Angriff auf Nir Oz beteiligt gewesen seien. Am 1. Januar 2024 meldeten die IDF den Tod des Hamas-Kommandeurs Adel Msammah durch einen Luftangriff in Dair al-Balah. Msammah sei nach IDF-Angaben für das Massaker in Kissufim verantwortlich gewesen und habe die Angriffe auf Beʾeri und Nirim unterstützt. Am 10. Januar 2024 gaben die IDF bekannt, ihre Operationen in Chuza’a abgeschlossen zu haben. Die dabei eingesetzte 5. IDF-Reservebrigade zerstörte dabei nach eigenen Angaben hunderte Hamas-Ziele.
Am 6. Februar 2024 gaben die IDF bekannt, bei einem nächtlichen Luftangriff in Deir al-Balah einen palästinensischen Terroristen des Islamischen Dschihad, der am Angriff auf Nir Oz beteiligt war, getötet zu haben. Am 3. November 2024 gaben die IDF die Tötung eines weiteren Terroristen im südlichen Gazastreifen bekannt, welcher als Mitglied der Nuchba-Truppe der Hamas am Angriff auf Nir Oz beteiligt war. Im Mai 2025 erschien auf dem Onlinemagazin haGalil eine Übersichtsstudie über das Pogrom in Nir Oz und die lebenden sowie die ermordeten Geiseln.
Am 7. Juni 2025 gab das israelische Militär bekannt, den Anführer der Hamas-nahen Mudschaheddin-Brigaden, Asaad Abu Sharia, bei einem Angriff in Gaza-Stadt getötet zu haben. Sharia soll in den Kibbuz Nir Oz eingedrungen und direkt an der Entführung und Ermordung von Zivilisten beteiligt gewesen sein, darunter an Mitgliedern der Familie Bibas, Gadi Haggai und Judith Weinstein, sowie der thailändischen Geisel Nattapong Pinta. Bei dem Angriff soll auch Mahmoud Kaheel, ein weiteres hochrangiges Mitglied der Mudschaheddin-Brigaden, getötet worden sein; auch dieser soll in Nir Oz eingedrungen und an der Gefangenhaltung von Mitgliedern der Familie Bibas beteiligt gewesen sein.

## Verbleib der Geiseln
Am 23. Oktober, 17 Tage nach ihrer Gefangennahme, wurden zwei aus Nir Oz entführte Frauen im Alter von 79 und 85 Jahren von der Hamas aus Gaza nach Ägypten entlassen und dann nach Israel gebracht. Der Sprecher des militärischen Flügels der Hamas, Abu ʿObaida, gab bekannt, die beiden Geiseln aus humanitären Gründen freigelassen zu haben.
Am 17. November gab das Außenministerium von Tansania den Tod eines 22-jährigen Staatsbürgers des ostafrikanischen Landes bekannt, der am 7. Oktober aus Nir Oz entführt worden war.
Am 24. November kam es im Rahmen eines Waffenstillstandes und Gefangenenaustauschs zur Freilassung von 13 Geiseln aus Nir Oz und Nirim, neun Frauen und vier Kinder, im Gegenzug entließ Israel 39 palästinensische Sicherheitsgefangene. Zudem wurden am selben Tag, aufgrund einer separaten Vereinbarung unter Vermittlung von Ägypten und Katar, auch neun thailändische Staatsangehörige und ein Philippiner freigelassen, welche im Kibbuz als Pflegekräfte und Landarbeiter beschäftigt gewesen waren.
Am 27. November wurden elf weitere Geiseln aus Nir Oz, zwei Frauen und neun Kinder, freigelassen, während am 28. November sieben weitere Geiseln aus Nir Oz und Nirim freigelassen wurden. Am 29. November wurden zwei russisch-israelische Doppelstaatsbürgerinnen aus Nir Oz auf Ersuchen des russischen Präsidenten Wladimir Putin freigelassen.
Am 30. November wurde der Tod eines 49-jährigen Mannes aus Nir Oz bekanntgegeben, der seit dem Angriff vom 7. Oktober als vermisst gegolten hatte. Am selben Tag kam es zur Freilassung von vier weiteren weiblichen Geiseln aus Nir Oz und Nirim, darunter einer mexikanisch-israelischen Doppelstaatsbürgerin.
Am 1. Dezember gaben israelische Behörden den Tod von vier weiteren aus Nir Oz entführten Geiseln in der Gefangenschaft der Hamas bekannt, darunter drei Männer und eine Frau im Alter zwischen 54 und 85 Jahren. Einer der für tot erklärten Männer, Aryeh Zalmanovich, war ein Mitgründer des Kibbuz Nir Oz.
Am 18. Dezember veröffentlichte die Hamas ein undatiertes Propagandavideo, das drei männliche Geiseln aus Nir Oz im Alter von 79, 80 und 84 Jahren zeigte. Hebräische Medien zitierten namentlich nicht genannte israelische Beamte mit der Einschätzung, die Hamas habe das Video veröffentlicht, um die Regierung unter Druck zu setzen, einem weiteren Deal zur Geiselfreilassung zuzustimmen. Am 3. Juni 2024 gab das israelische Militär nach Erhalt neuer Geheimdienstinformationen bekannt, dass die drei im Video ersichtlichen Männer nicht mehr am Leben seien.
Am 22. Dezember wurde der Tod einer weiteren Geisel aus Nir Oz, eines 73-jährigen Mannes mit US-amerikanisch-israelischer Doppelstaatsbürgerschaft, bekanntgegeben. Dessen 70-jährige Ehefrau, ebenfalls US-amerikanisch-israelische Doppelstaatsbürgerin, wurde am 28. Dezember von den Behörden für tot erklärt. Laut der Mitteilung sei sie bereits am 7. Oktober ermordet und ihre Leiche anschließend in den Gazastreifen verbracht worden, wo sie bislang als lebend entführt gegolten hatte.
Am 5. Januar 2024 wurde der Tod eines 38-jährigen Mannes aus Nir Oz bestätigt, dessen Leiche laut Mitteilung am 7. Oktober in den Gazastreifen verbracht worden war.
Am 3. Juni 2024 wurde ein 35-jähriger Mann aus Nir Oz vom Militär für tot erklärt. Der freiwillige Sanitäter hatte am Morgen des 7. Oktober sein Haus verlassen, um während des Angriffs der Hamas anderen zu helfen. Seitdem galt er als vermisst. Die IDF gingen davon aus, dass er entführt worden sei. Bei der erneuten Untersuchung von im Kibbuz aufgefundenen und bislang nicht identifizierten Überresten von Opfern des Angriffs, konnte er aufgrund neuer wissenschaftlicher Tests identifiziert werden. Am selben Tag wurde auch der Tod eines 51-jährigen Mannes mit israelisch-britischer Doppelstaatsangehörigkeit aus Nirim bestätigt, welcher laut IDF-Angaben während seiner Gefangenschaft durch die Hamas getötet worden sei. Am 3. Juli 2024 teilte das Militär mit, dass ein 69-jähriger Mann aus Nir Oz ebenfalls nicht mehr am Leben sei. Der Mann sei am 7. Oktober verletzt aus dem Schutzraum seines Hauses entführt worden.
Am 22. Juli 2024 bestätigte das Militär auch den Tod von zwei weiteren Männern aus Nirim und Nir Oz im Alter von 75 und 35 Jahren. Laut Militär verstarben die beiden Männer bereits vor mehreren Monaten in Chan Yunis, wo sie von der Hamas festgehalten worden waren. Am 20. August 2024 bestätigte das Militär auch den Tod einer weiteren Geisel, eines 78-jährigen Mannes aus Nir Oz, dessen Leiche während einer Militäroperation aus Chan Yunis geborgen werden konnte.
Am 30. Januar 2025 kam es in Folge eines Waffenstillstandsabkommens und Gefangenenaustauschs zur Freilassung der inzwischen 29-jährigen Arbel Yehoud, welche sich 482 Tage in der Gefangenschaft des Islamischen Dschihad in Palästina befand. Sie war am 7. Oktober 2023 zusammen mit ihrem Freund Ariel Cunio und dessen älterem Bruder David aus dem Kibbuz Nir Oz entführt worden, ihr eigener Bruder Dolev Yehoud war ermordet und seine Überreste erst am 3. Juni 2024 identifiziert worden. Am selben Tag kam es auch zur Freilassung des inzwischen 80-jährigen und ebenfalls aus Nir Oz entführten Gadi Mozes, dessen Ehefrau Efrat Katz beim Hamas-Angriff getötet worden war.
Zwei weitere aus Nir Oz entführte Männer, Ofer Calderon und Yarden Bibas (siehe Entführung der Familie Bibas), wurden am 1. Februar 2025 freigelassen. Am 15. Februar 2025, 498 Tage nach ihrer Gefangennahme, erfolgte die Freilassung der drei aus Nir Oz entführten Männer Sagui Dekel-Chen, Sasha Troufanov und Iair Horn.
Am 20. Februar 2025 übergab die Hamas vier Leichen angeblicher Geiseln aus Nir Oz an das Rote Kreuz, welche in das Nationale Zentrum für Forensische Medizin bei Tel Aviv gebracht wurden. Dort konnten drei der Leichen als jene des 83-jährigen Oded Lifshitz, ein Mitgründer des Kibbuz Nir Oz, sowie der beiden Kinder des freigelassenen Yarden Bibas, der zum Zeitpunkt der Entführung vier Jahre alte Ariel und der neun Monate alte Kfir Bibas, identifiziert werden. Laut forensischer Beweise und Geheimdienstinformationen seien die beiden Kinder während ihrer Gefangenschaft im November 2023 ermordet worden. Die vierte Leiche, bei der es sich um die Mutter der Kinder, die 32-jährige Shiri Bibas handeln sollte, konnte jedoch nicht als diese identifiziert werden. Die IDF teilten mit, dass sie mit keiner männlichen oder weiblichen Geisel übereinstimme und dass es sich um eine anonyme Leiche handeln würde. Die Leiche von Shiri Bibas wurde schließlich am 21. Februar 2025 an Israel übergeben.
Am 27. Februar 2025 wurden zwei weitere Leichen von Geiseln an Israel übergeben, welche aus Nir Oz entführt worden waren; der zum Zeitpunkt seiner Entführung 68 Jahre alte Itzik Elgarat und der zum Zeitpunkt seines Todes 50-jährige Ohad Yahalomi. Laut öffentlichen Erklärungen seien beide Männer während ihrer Geiselhaft ermordet worden.
Am 6. Juni 2025 wurde während einer IDF-Operation in Rafah die Leiche des aus Nir Oz entführten Thailänders Nattapong Pinta geborgen, dessen Ablageort aus dem Verhör eines Häftlings gewonnen werden konnte. Laut israelischer Mitteilung sei Pinta, der eine Frau und einen Sohn hinterlässt, in der Gefangenschaft von den Mudschaheddin-Brigaden ermordet worden. Am 11. Juni 2025 wurde bekanntgegeben, dass die Leiche des 59-jährigen Yair Yaakov im Zuge einer Militäraktion aus Chan Yunis geborgen und nach Israel überführt werden konnte. Yaakov sei laut israelischen Angaben noch am 7. Oktober 2023 in Nir Oz von Kämpfern des Palästinensischen Islamischen Dschihad ermordet und seine Leiche anschließend nach Gaza verschleppt worden. Seine Partnerin und seine beiden Söhne wurden lebend als Geiseln genommen und im Zuge des ersten Gefangenenaustauschs im November 2023 freigelassen. Eine am selben Tag aus Chan Yunis geborgene Leiche wurde am 15. Juni 2025 als Aviv Atzili identifiziert, ein 49-jähriges Mitglied der zivilen Sicherheitseinheit des Kibbuz Nir Oz. Nach Angaben der israelischen Armee wurde Atzilis Leichnam nach seinem Tod im Kampf vom Palästinensischen Islamischen Dschihad nach Gaza verschleppt.